# Ostryj
L'Ostryj (in russo Острый?) è uno stratovulcano situato nella Kamčatka settentrionale.